# Europahalle (Wien)
Die Europahalle ist eine der größten Tennishallen in Europa und befindet sich im 23. Wiener Gemeindebezirk Liesing.

## Geschichte

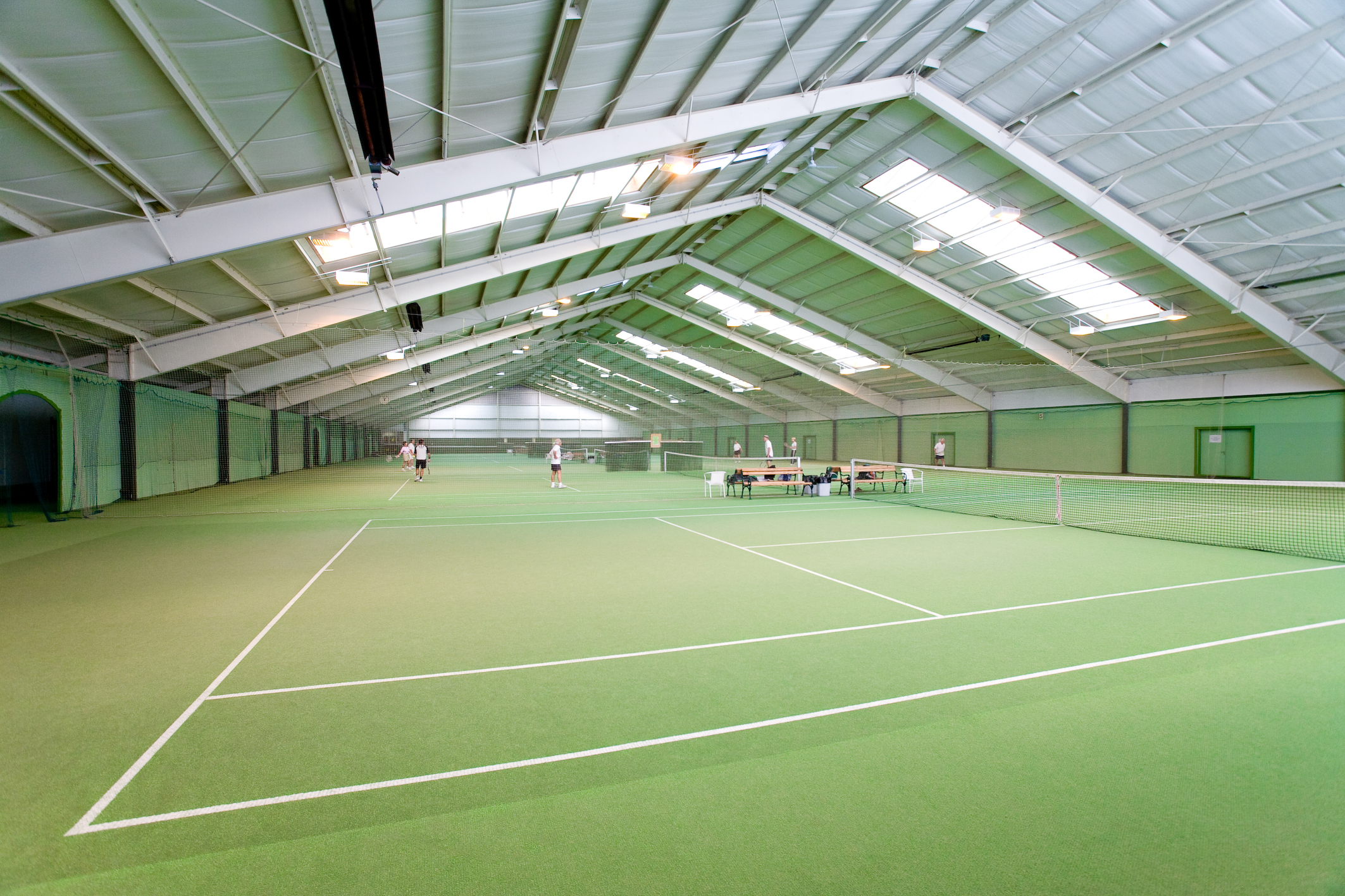
Indoor-Tennisplätze

Die Europahalle wurde im Jahr 1985 von Herbert Haas (* 1932 in Erdberg) gebaut. Die Auslastung der Haas Halle in Vösendorf, welche im Jahr 1980 erbaut wurde, war der ausschlaggebende Grund zum Bau der Europahalle.
Im Oktober 2012 wurde die gesamte Hallenanlage mit LED-Licht Technologie ausgestattet. Durch effiziente Energienutzung wird das Klima entlastet.
In der Saison 2012/13 fand in der Europahalle Österreichs größter Tennis-Wintercup mit 106 teilnehmenden Mannschaften statt. Bei diesem Turnier wurden alle Spiele im ITN-Spielstärkesystem erfasst.
Neben 13 Indoor-Tennisplätzen umfasst die Halle sechs Golf-Simulatoren, zwei Abschlagplätze, einen Golfachiever, Putting Green, vier Badminton-Plätze, eine Tennisschule, ein Restaurant und einen Massagebereich. Gäste in der Halle waren unter anderem Franz Vranitzky, Horst Skoff, Björn Borg, Hubert Neuper, Thomas Muster, Jürgen Melzer, Roman Kienast und Andreas Herzog.

### Veranstaltungen
- 1987 – Björn Borg Kinder- und Behindertentraining
- 1988 – Charityturnier mit Horst Skoff zugunsten österreichischer Bergbauern
- 1991 – Raiffeisenkassaturnier mit Thomas Muster